# 増田礒
増田 礒（ますだ いわお、1914年12月25日 - 生没不明）は、日本の陸上競技選手（短距離走）。1932年ロサンゼルスオリンピックに400m走と4×400mリレーで出場した。

## 生涯
静岡工業学校出身。
1932年（昭和7年）、日本陸上競技選手権大会男子400m種目で優勝（50秒0）。当時の所属は日立製作所。
1932年ロサンゼルスオリンピックで日本代表選手となる。男子400メートルでは2次予選で棄権。 4×400mリレー（中島亥太郎・増田礒・大木正幹・西貞一）で5位入賞。